# César Zama
César Zama (Caetité, 1837 — Salvador, 1906) était un médecin, homme politique, journaliste, historien et écrivain brésilien.
Médecin de formation, il ne pratiqua cependant guère, mais s’impliqua de bonne heure dans la politique et fut élu député national pour la Bahia, d’abord sous l’Empire, puis sous la République. Il s’engagea en faveur de l’abolition de l’esclavage, fut en plein régime impérial un ardent défenseur de la république, permit que fût accompli un premier pas en direction de l’égalité légale entre hommes et femmes, et lutta pour le rétablissement de la démocratie constitutionnelle après le coup de force de Deodoro da Fonseca en 1891 et contre les dérives autoritaires du maréchal Floriano Peixoto dans les années suivantes ; il s’opposa à Rui Barbosa sur nombre de sujets, notamment sur la gestion financière (dénonçant l’Encilhamento), sur le conflit de Canudos, et sur le suffrage censitaire. Dans la Bahia, où il jouissait d’une grande considération auprès du peuple, il réussit, en faisant assiéger par une foule de ses partisans le palais du gouverneur à Salvador, à évincer du pouvoir le gouverneur et grand propriétaire foncier José Gonçalves da Silva, qui avait ouvertement soutenu Fonseca.
Définitivement retiré de la politique parlementaire en 1894, il se voua ensuite à l’écriture d’articles de presse et d’ouvrages traitant de l’histoire, tant contemporaine que de l’Antiquité.

## Biographie

### Enfance et jeunesse
La mère de César Zama, Rita de Sousa Spínola Soriano, appartenait à une famille fortunée établie à Caetité, dans le sud de la Bahia, famille dont procéderont plusieurs personnalités brésiliennes connues, comme Anísio Teixeira, Aristides Spínola, entre autres. Rita de Sousa Spínola épousa en secondes noces Cesare Zama, médecin italien, originaire de la ville de Faenza, dans le nord de l’Italie, qui, sous le coup d’une accusation de conspiration, avait quitté son pays en compagnie de son collègue Libero Badarò pour se réfugier au Brésil ; le Dr. Zama avait ensuite, le 23 mai 1834, présenté pour accréditation ses diplômes de médecine à la session de la Chambre municipale de Caiteté, ainsi que son attestation d’examen l’autorisant à exercer la médecine au Brésil. C’est du reste dans l’exercice de sa profession que le Dr. Zama fut appelé au chevet du premier mari de Rita de Souza Spínola et qu’il fit sa connaissance. Cependant, le malade, qui avait eu sept enfants avec son épouse, succomba, et la veuve, riche et d’une famille patricienne traditionnelle, céda — chose fort rare dans l’arrière-pays Bahianais — aux avances du médecin étranger et l’épousa. De ce mariage naquit Aristides César Spínola Zama, unique enfant du couple. La famille de la femme toutefois répudia cette alliance et se montra hostile à l’Italien, en raison notamment de sa personnalité et de son tempérament.
Le père de César Zama était en effet réputé badin, mais aussi atrabiliaire et d’une nature violente, et passait pour abuser de la confiance qui lui était accordée de par son office et de sa connaissance intime des situations familiales. S’il s’était donc fait une multitude d’ennemis, ce fut pourtant son esclave, du nom d’Antônio, qui à la suite d’une punition s’empara de l’arme de son maître et, au moment où celui-ci se rendait au chevet d’un malade, l’assassina. L’incident se produisit en 1840, au moment où César Zama avait deux ans. Un charpentier du nom de Fiúza fut injustement accusé du crime et mourut des suites des tortures subies en prison. Après la découverte du véritable auteur, celui-ci fut pendu, mais déjà une révolte avait éclaté dans la ville, au cours de laquelle la potence dressée sur la grand’place et aussi le pilori, vestiges de la domination portugaise, furent nuitamment incendiés et détruits. Il s’agit d’ailleurs de la dernière exécution capitale accomplie dans la ville de Caetité ; la potence ne sera plus jamais érigée ensuite.
À nouveau veuve, Rita de Sousa Spínola, sans doute pour préserver son enfant du scandale, s’en fut s’installer avec les enfants de ses deux mariages à Lençóis, dans les Lavras Diamantinas, et Aristides Cezar Spínola Zama sera envoyé à Salvador pour y faire ses études dans les meilleures écoles, probablement au collège Bahiano, du renommé baron de Macaúbas, ou au collège São João, c’est-à-dire dans les mêmes établissements que fréquentaient aussi plusieurs contemporains et compatriotes bahianais destinés comme lui à la célébrité politique ou littéraire : Plínio de Lima, Aristides de Souza Spínola, Joaquim Manoel Rodrigues Lima, Castro Alves et Ruy Barbosa.

### Formation et débuts dans la politique
Dans la décennie 1860, il s’inscrivit à la faculté de médecine de Salvador, où il sera le condisciple de Joaquim Manoel Rodrigues Lima. La guerre de la Triple Alliance éclata alors qu’il effectuait sa quatrième année à la faculté, et Zama ainsi que Rodrigues Lima décidèrent en 1865 de s’engager comme volontaires dans les hôpitaux de campagne. Zama organisa alors un mouvement pour obtenir que les étudiants de quatrième année pussent bénéficier eux aussi de la perspective de se voir décerner le diplôme de médecine à l’issue du service militaire volontaire, comme cela avait été promis par l’empereur aux étudiants de cinquième année. César Zama obtint gain de cause,. 
Revenu à Caetité au terme de sa formation médicale, il n’exerça jamais la profession de médecin, mais se lança bientôt dans la politique, comme nombre d’autres grands intellectuels bahianais de sa génération, en particulier Joaquim Manoel Rodrigues Lima et Aristides de Souza Spínola, ce dernier devenant député général (c’est-à-dire national) pour la province de Bahia de 1878 à 1881, puis, sur désignation de l’empereur, président de la province de Goiás de mars 1879 à décembre 1880. Quant à Cezar Zama, il sut se faire élire député provincial — une première fois en 1860, renouvelant ensuite plusieurs fois son mandat jusqu’à 1865 —, et fut deuxième secretaire du comité de direction de l’Assemblée bahianaise en 1862. À partir de 1868, il sera à nouveau élu député provincial pour plusieurs législatures, et ce jusqu’en 1878.
Zama épousa à Salvador Hermínia Faria Rocha, sœur du général Faria Rocha. Le couple habitait Praça da Piedade, dans le centre de Salvador, et resta sans enfants. Il gagna — et dépensa — pas mal d’argent, menait grand train, et offrait des repas raffinés et variés, auxquels il admettait les convives de son seul choix, sans considération de position sociale ou de couleur de peau.
En 1878, toujours sous l’Empire, il fut élu député général pour la Bahia ; ayant pu ensuite renouveler son mandat, il lui fut donné de présider, conjointement avec un autre député, l’ultime session parlementaire de l’Empire, avant qu’il ne fût mis fin brutalement au régime impérial par le coup d’État républicain de novembre 1889. Mais auparavant, sous l’Empire, César Zama avait rejoint les rangs des abolitionnistes et des républicains et se montra l’un des députés les plus actifs, se signalant par sa présence d’esprit et son sens de la repartie lors des divers grands débats qui agitaient alors le pays — ainsi p.ex., lorsque le patron minier Valadares, interpellé par Zama à propos de la loi dite des sexagénaires, tenta de réfuter les arguments de Zama en faveur de l’abolition en lui rétorquant : « Votre Excellence est médecin, et donc parle sous le point de vue juridique de la médecine », Zama répliqua : « Non. Je parle sous le point de vue juridique du Christ, qui prêchait que tous les hommes sont égaux, et comme quelqu’un qui ne tient pas un de ses semblables en esclavage. »

### Chute de l’Empire et assemblée constituante
Au lendemain de la proclamation de la république, survenue le 15 novembre 1889, Zama fonda à Salvador O Pequeno Jornal (journal à tendance politique qui combattait le gouverneur Manuel Vitorino, investi dans cette fonction  par le maréchal Deodoro da Fonseca, chef du gouvernement provisoire), et fut appelé à siéger dans l’assemblée constituante convoquée en vue d’élaborer la première Carta magna de la République brésilienne. S’opposant à Joaquim Manoel Rodrigues Lima, il défendit le point de vue que la souveraineté nationale résidait dans le congrès constituant, lequel n’avait rien à voir avec le pouvoir exécutif, et voulut donc faire admettre, par voie d’amendement, que tout sénateur ou député nommé ensuite ministre n’eût point à renoncer à son siège et que les ministres qui n’étaient pas sénateurs ou députés pussent participer aux séances consacrées à la discussion du budget relatif à leur domaine de compétence respectif. Il proposa également que le sénat fût renouvelé tous les six ans et se fit l’avocat du suffrage des femmes, affirmant dans un de ses discours qu’il « suffirait que l’un quelconque des pays importants d’Europe leur accorde (aux femmes) les droits politiques pour que nous les imitions. Nous avons un faible pour l’imitation » ; en conséquence, il souscrit à l’amendement de Joaquim Saldanha Marinho tendant à concéder le droit de vote aux femmes moyennant que celles-ci fussent détentrices d’un diplôme, employées dans la fonction publique, mariées, ou occupées à gérer leurs propres biens. Plus tard, il présenta, en association avec Saldanha, un autre amendement tendant à ce que les femmes ne pourraient exercer de droits politiques que lors d’élections municipales. Il s’opposa violemment à l’accord commercial que le Brésil s’apprêtait à signer avec les États-Unis d’Amérique. Parmi les mesures préconisées par Zama figuraient encore : le droit de vote pour les étudiants de l’enseignement supérieur ayant atteint leurs 18 ans ; l’organisation du pouvoir judiciaire de telle sorte qu’il fût régulé par le législateur national et par celui des États fédérés ; la cession aux États fédérés de la compétence en matière de droit de base, lesdits États fédérés restant tenus de maintenir l’institution du jury ; la nationalisation de la navigation de cabotage ; et la liberté religieuse.

### Action politique sous la République

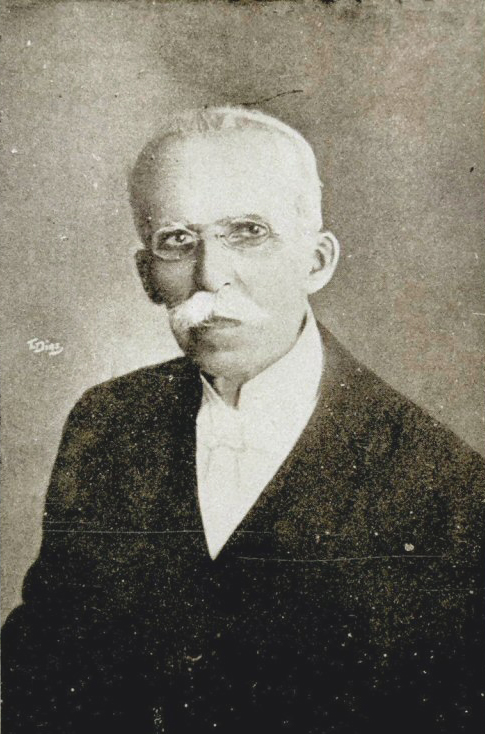
Rui Barbosa, adversaire de toujours de César Zama.

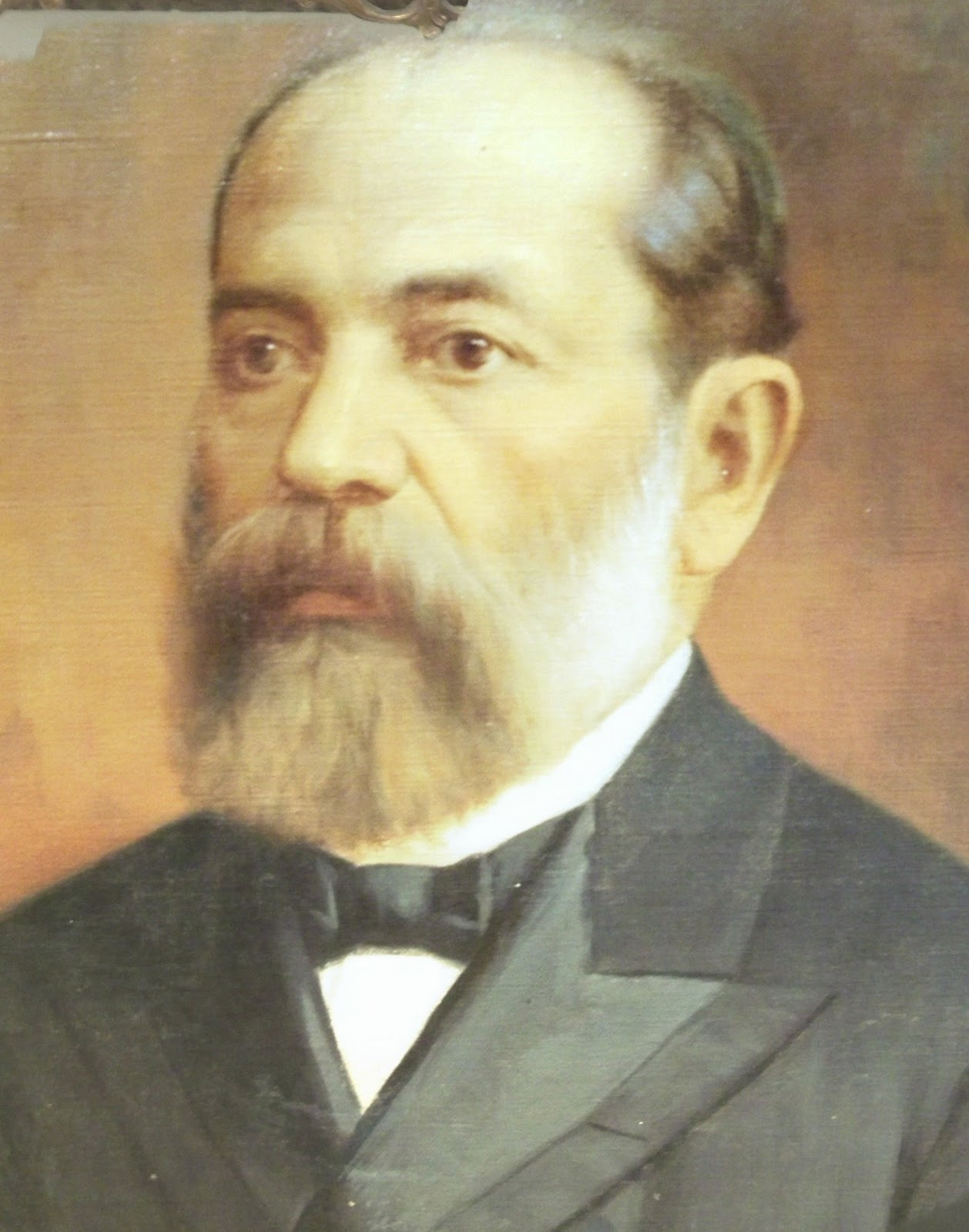
Le gouverneur José Gonçalves da Silva, qu'une multitude emmenée par Zama réussit à chasser du pouvoir.

La nouvelle constitution une fois promulguée le 24 février 1891, César Zama fut élu et alla au mois de juin suivant exercer un mandat ordinaire à la Chambre des députés. Durant la période anticonstitutionnelle (1891-1894) de la présidence de Floriano Peixoto, Zama affronta ce dernier à plusieurs reprises et devint par là même un adversaire implacable de Rui Barbosa, qu’il dénonça comme le grand responsable des méfaits perpétrés contre la nation et le peuple du Brésil, tels que l’Encilhamento (bulle financière), le suffrage censitaire et la sanglante guerre intérieure contre la communauté religieuse de Canudos en 1896-97 ; en vérité, le Dr. César Zama fut le seul député de la Chambre qui s’enhardit à analyser et à critiquer avec courage les actes du président en exercice et à faire obstacle à son pouvoir discrétionnaire. Cependant, redoutant quelque action violente de la part de celui qui entrerait dans l’histoire du Brésil comme le maréchal de fer, il n’apparaissait à la Chambre que revêtu de l’uniforme militaire, étant en effet titulaire du grade de colonel honoraire, distinction qui lui avait été accordée par le gouvernement de la république, et de fait, nonobstant cette vigoureuse opposition contre sa politique, Floriano Peixoto, qui disposait des pleins pouvoirs, n’entreprit rien contre Zama et respecta l’immunité de sa fonction. Cette courageuse attitude d’opposition franche et conséquente au pouvoir en place lui vaudra à son retour à Bahia, au terme de la législature, une extraordinaire acclamation populaire. 
En 1891, Zama réussit à inciter le peuple de la capitale bahianaise à cerner la résidence du gouverneur José Gonçalves da Silva. Celui-ci en effet, nommé à ce poste à la faveur de la dictature qui allait s’installant dans la république, s’était applaudi du coup de force de Deodoro da Fonseca, le 3 novembre 1891, et donné ouvertement son appui à la dissolution du congrès. La réaction qui s’ensuivit, 20 jours plus tard, entraîna la démission de Fonseca et la prise de pouvoir par le vice-président, le maréchal Floriano Peixoto ; à la suite de cette reprise en mains par le groupe florianiste, les gouverneurs qui avaient soutenu Fonseca furent destitués, y compris José Gonçalves. Dans la Bahia, l’opposition intrigua donc pour obtenir son éviction en tant que gouverneur de la Bahia, et dans la matinée du 24 novembre 1891, le tribun Cezar Zama, qui jouissait d’un grand ascendant sur le peuple, se plaça à la tête d’une foule de quelque 3 000 partisans pour exiger la démission du gouverneur. Zama pouvait par ailleurs compter sur la sympathie des troupes fédérales stationnées à Salvador et sur la complicité du bataillon de police, alors sous les ordres d’un officier de l’armée. Le gouverneur s’était rendu au Secrétariat d’État, hébergé dans le même bâtiment que le Sénat bahianais, sur la Praça da Piedade, pour y organiser sa défense ; cependant, ses ordres ne furent pas exécutés par le commandant de la police, lequel ordonna au contraire de fermer les portes de la caserne. Un officier pourtant, le lieutenant Machado, qui avait sous ses ordres la garde du quartier commercial, s’évertua à accomplir son devoir et se dirigea, à la tête d’une vingtaine de soldats, vers le commissariat central de police, situé sur la même Praça da Piedade, afin de défendre l’autorité menacée. Attaqué par la masse insurgée, le lieutenant résista aussi longtemps que dura sa provision de munitions, et n’abandonna sa position que lorsque le feu fut mis à l’édifice. Ces échanges de coups de feu avaient fait plusieurs morts et blessés. Jusque-là, le gouverneur avait répondu aux émissaires de Cezar Zama et de ses compagnons qu’il n’avait garde de démissionner et qu’il ne céderait à aucune imposition. Le mouvement séditieux prit fin lorsque, peu après, le Dr. José Gonçalves se résigna enfin à présenter sa démission devant le Sénat bahianais, passant le pouvoir à son suppléant légal, l’amiral Joaquim Leal Ferreira, ce dernier convoquant alors de nouvelles élections pour le gouvernorat. La dictature cependant s’exacerba par la suite. 
C’est Joaquim Manuel Rodrigues Lima qui fut retenu comme candidat au gouvernorat de la Bahia, en vue de la première élection pour ce poste de l’histoire brésilienne. Dans son journal d’opposition, César Zama, pourtant son adversaire, écrivit sur lui des lignes élogieuses, et parallèlement, Rodrigues Lima n’avait aucune peine à reconnaître la valeur de son compatriote du sertão ; élu et investi gouverneur le 28 mai 1892, Rodrigues Lima fit approuver à l’assemblée de l’État de la Bahia une loi faisant obligation à l’imprimerie de l’État fédéré de publier les œuvres de Zama.
L’inimitié de Rui Barbosa lui valut non seulement les discours O Jogador (‘le Joueur’ — ses adversaires, qui s’appliquaient sans cesse à ternir son image, tentant en effet de le faire passer pour un joueur invétéré) ou Resposta a César Zama (en 1896), mais aussi une référence ironique de la part de l’écrivain Machado de Assis, solidaire avec Barbosa . Ce dernier se plut à transformer l’élection pour le sénat, à laquelle lui-même concourait, et l’élection pour la Chambre, où Zama sollicitait la faveur des électeurs, en véritable plébiscite, forçant la Bahia à choisir entre eux deux. Barbosa l’emporta, et allait passer désormais pour le héraut du droit au Brésil.
Cette législature écoulée, le Dr. César Zama ne revint plus jamais par la suite à la Chambre ; laissant une réputation de tribun impavide, il s’était acquis une popularité extraordinaire dans sa région, par la manière souveraine dont il s’était impliqué dans les luttes politiques du moment.

### Activités d’écriture
Libéral et progressiste, Zama professait des opinions hardies et novatrices, sans jamais s’aliéner l’estime des grandes personnalités des milieux juridiques. Son mandat parlementaire terminé, il se voua désormais d’une part à l’enseignement du latin, dont il était fin connaisseur, ainsi qu’en témoignent ses discours à la Chambre fédérale (et livrant accessoirement, pour les colonnes d’un journal carioca, une rubrique quotidienne en latin macaronique, que le public goûta fort), et d’autre part à l’écriture politique et historique.
Il collabora à des journaux de Bahia et de Rio de Janeiro, en produisant une série de billets sur la langue latine et des articles de dénonciation politique. 

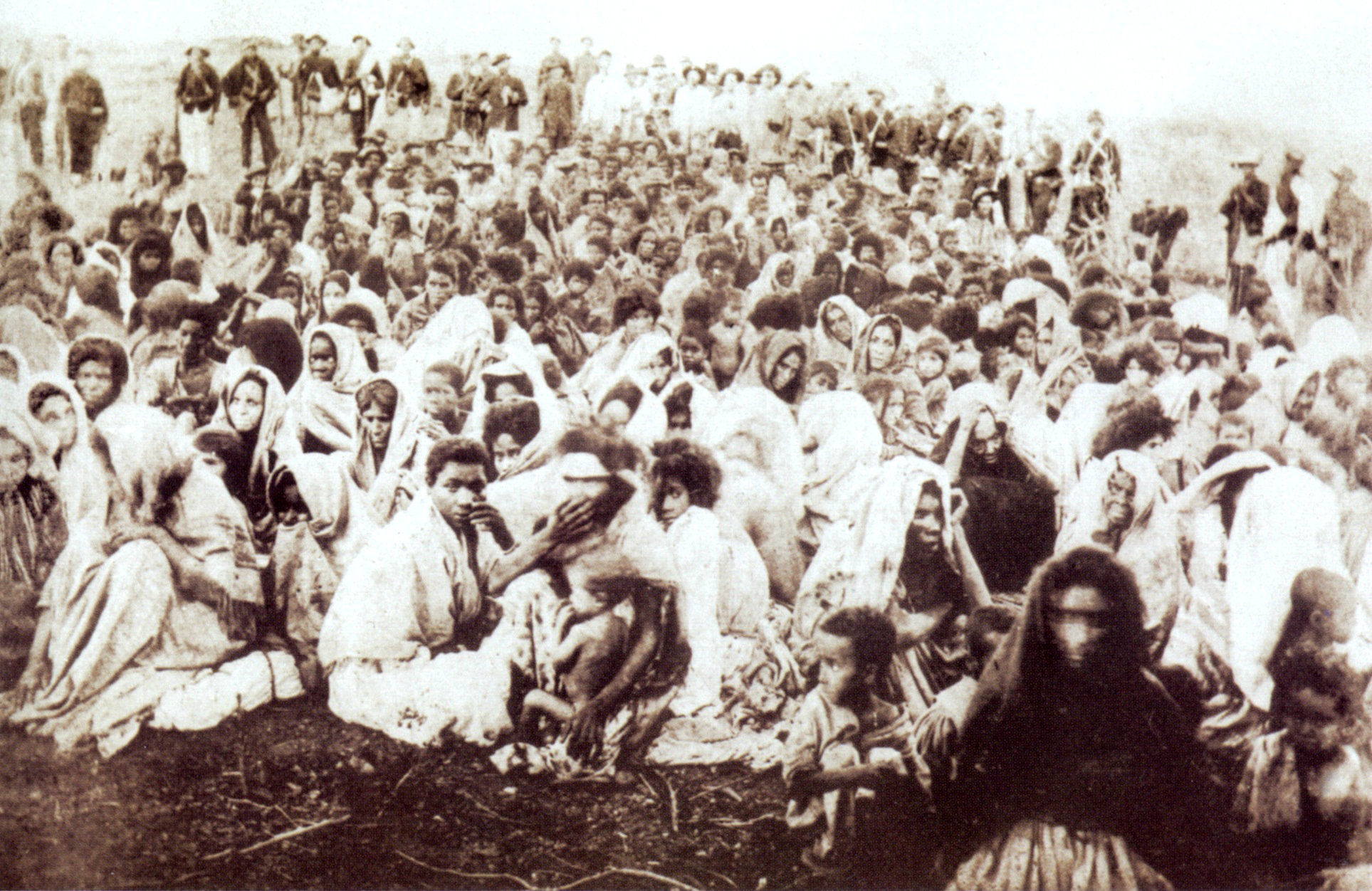
Phase finale de la guerre de Canudos : civils rescapés du massacre (photographie de Flávio de Barros).

L’ouvrage intitulé Libelo republicano – Comentários sobre a Campanha de Canudos qu’il rédigea alors et fit paraître en 1899, sous le pseudonyme de Wolsey, renfermait, deux ans après la fin des combats contre les insurgés conselheiristes, une analyse féroce et un réquisitoire virulent contre la campagne de Canudos, définie par lui comme un « carnage dantesquement terrifiant qui ensanglanta le sertão bahianais ». L’ouvrage sera ainsi le premier livre au Brésil à dénoncer le massacre par lequel se termina cette guerre, épilogue sanglant qualifié par l’auteur de « summum de la perversité humaine » ; au cours de ce conflit, l’on vit, selon son expression, l’institution conçue pour défendre le peuple brésilien — les forces armées — être employée à assassiner ce même peuple. Zama y dénonce avec véhémence le gouvernement, qui dépensa de fortes sommes d’argent pour le transport d’immigrants étrangers et pour l’acheminement de troupes et d’armes, et massacra des milliers de personnes dans sa tentative d’en finir avec le « pacifisme qui régnait parmi la population de Belo Monte » ; il observe que Canudos était après la capitale Salvador la ville la plus peuplée de la Bahia, arrivant à compter 5 200 habitants entre 1894 et 1897, et situe l’origine de la guerre de Canudos dans la haine que vouait Luís Viana à deux de ses anciens camarades de parti, devenus adversaires, José Gonçalves et le baron de Jeremoabo. Le livre réunissait en outre un ensemble d’écrits de Zama fustigeant la gestion entachée d’irrégularités de Rui Barbosa lorsque celui-ci était à la tête de l’économie brésilienne, ainsi que contre d’autres malversations qui sévissaient à cette époque. 
Pourtant, c’est sans doute en tant qu’historien que Zama fut le plus méritoire. Le mémorialiste bahianais Pedro Celestino da Silva dira de lui qu’il « n’était pas seulement érudit, mais possédait aussi l’intuition du passé ». Ses principaux ouvrages d’histoire sont : Os Três Grandes Oradores da Antiguidade, étude biographique et politique des 3 grands orateurs de l’Antiquité, savoir Périclès, Démosthène et Cicéron ; Os Três Grandes Capitães da Antiguidade (litt. les Trois Grands Capitaines de l’Antiquité), monographies sur Alexandre, Hannibal et César ; et Os Reis de Roma (litt. les Rois de Rome), études historiques. À signaler encore, dans le domaine de la littérature latine, Prosadores e Poetas latinos.

## Citations
Quelques phrases marquantes de César Zama :
- Il a toujours existé des fous et il en existera toujours : je suis qualifié comme tel par les adversaires… Heureusement, je suis vieux déjà et ne tarderai pas à trouver dans la tombe l’oubli des vivants …
- Bella matribus detestada[12] ! Fléau horrible de l’humanité, que la civilisation moderne n’est pas parvenue encore à extirper, maudite guerre ! Qui parvient même à renverser l’ordre et les lois de la nature !
- Celui qui cependant, comme nous, écrit, non une apologie, mais une histoire réelle d’un homme, est obligé de dire ce qui dans sa conviction est la vérité, lumière éternelle et divine, que nous devons tous essayer de voir (phrase figurant dans sa biographie d’Alexandre).
- Nous respectons les lois du pays, et davantage encore les lois morales, lesquelles, quoique non écrites, n’épargnent pas pour autant à leurs transgresseurs la réprobation générale. Si nous nous soumettons aux abus, qui quotidiennement se multiplient parmi nous, c’est parce que nous n’avons pas les moyens et les ressources pour réagir contre leurs auteurs ; toutefois, nous n’abdiquerons jamais de l'ultime droit des vaincus – celui de protester avec énergie contre les démolisseurs de la patrie et de la république.
- Dieu nous a faits rationnels et pensants ; nous exerçons un droit inhérent à notre nature. Seuls les vers de terre tolèrent d’être écrasés sous les pieds sans protester.

## Hommages
Une rue de Salvador a été nommée en son honneur. À Rio de Janeiro, une avenue et une rue du quartier de Lins de Vasconcelos portent son nom. En contrepoint de l’imposant Forum Ruy Barbosa de Salvador, le plus grand forum de la Bahia hors de la capitale, sis dans sa ville natale Caetité, porte le nom de Forum César Zama, de même que la bibliothèque municipale de la ville.